# Dylan Schmidt
Dylan Schmidt (ur. 7 stycznia 1997 w Te Anau) – nowozelandzki gimnastyk specjalizujący się w skokach na trampolinie, brązowy medalista olimpijski z Tokio 2020, mistrz igrzysk olimpijskich młodzieży.
Na igrzyskach olimpijskich w Rio de Janeiro w 2016 został pierwszym reprezentantem Nowej Zelandii w konkursie skoków na trampolinie. Na kolejnych igrzyskach w Tokio w 2021 został pierwszym nowozelandzkim medalistą olimpijskim w gimnastyce.

## Udział w zawodach międzynarodowych

### Igrzyska olimpijskie
| Igrzyska            | Konkurencja          | Eliminacje | Eliminacje | Finał  | Finał   |
| Igrzyska            | Konkurencja          | Wynik      | Pozycja    | Wynik  | Pozycja |
| ------------------- | -------------------- | ---------- | ---------- | ------ | ------- |
| Rio de Janeiro 2016 | skoki na trampolinie | 107,660    | 8. Q       | 57,140 | 7.      |
| Tokio 2020          | skoki na trampolinie | 112.120    | 3. Q       | 60.675 | brąz    |

### Inne zawody
| Impreza                        | Rok    | Miejsce        | Konkurencja   | Pozycja            | Pozycja |               |               |     |
| ------------------------------ | ------ | -------------- | ------------- | ------------------ | ------- | ------------- | ------------- | --- |
| Impreza                        | Rok    | Miejsce        | Konkurencja   | Mistrzostwa świata | 2014    | Daytona Beach | indywidualnie | 15. |
| synchronicznie                 | 7.     |                |               | Mistrzostwa świata | 2014    | Daytona Beach |               |     |
| 2015                           | Odense | indywidualnie  | 10.           | Mistrzostwa świata |         |               |               |     |
| 2015                           | Odense | synchronicznie | 13.           | Mistrzostwa świata |         |               |               |     |
| 2017                           | Sofia  | indywidualnie  | 20.           | Mistrzostwa świata |         |               |               |     |
| 2019                           | Tokio  | indywidualnie  | 12.           | Mistrzostwa świata |         |               |               |     |
| Igrzyska olimpijskie młodzieży | 2014   | Nankin         | indywidualnie | złoto              |         |               |               |     |